# Саборна црква Тројице

56° 18′ 37.08″ N 38° 07′ 45.84″ E / 56.3103000° С; 38.1294000° И
Саборна црква Тројице (рус. Тро́ицкий собо́р) је саборна црква, најстарија од свих преосталих грађевина у Тројичкој лаври Светог Сергија. 
Категралу је изграђена у периоду између 1422-1423 године од стране светог Никона Радоњешког у „почаст и хвалу“ ктитора манастира Тројице Лавре Светог Сергија Радоњешког. Ту се чувају мошти Светог Сергија. То је главни предмет поштовања у Тројичкој лаври. 
Катедрала је изграђена од белог камена. То је један од најважнијих примера ране московске архитектуре. Изградњом овог саборног храма започела је историја Тројичке лавре. Изгубљено је древно зидно сликарство које су израдили познати сликари Андреј Рубљов и Данијел Чорни 1425–1427. Преостале слике су настале 1635. Оне репродукују древну иконографију оригинала. Главно благо катедрале је петостепени иконостас. Већину његових икона насликали су у првој трећини 15. века Андреј Рубљов и његове колеге. Обе постојеће копије Тројице Андреја Рубљова чувају се у иконостасу катедрале.